# 九龍巴士足球隊

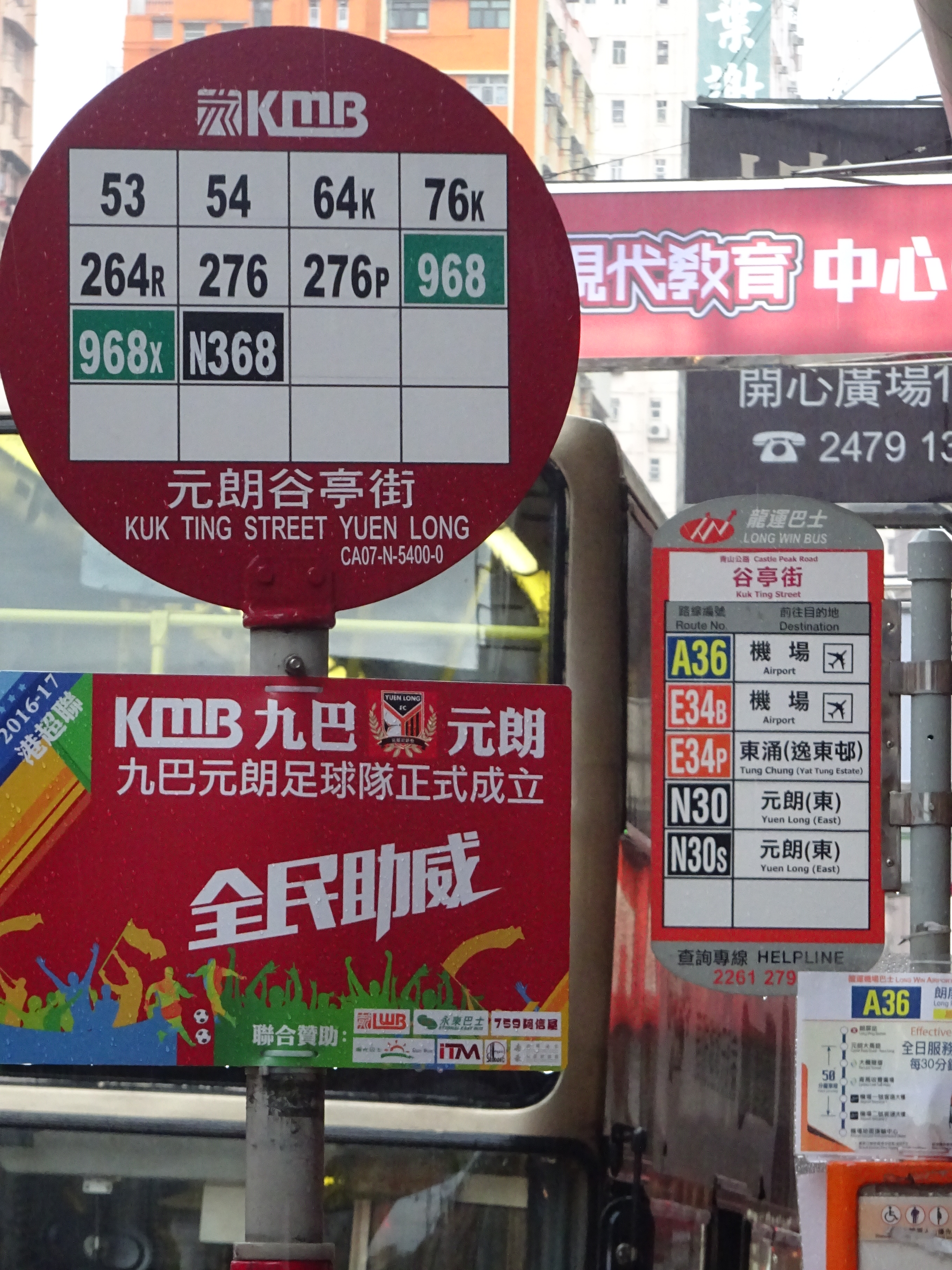
全城助威

九龍巴士足球隊（Kowloon Motor Bus Football Team，簡稱九巴或巴士）是九龍巴士公司屬下的一支足球隊，曾經是香港甲組足球聯賽勁旅，與南華對賽被稱為「南巴大戰」，為全港觸目的戲碼。九巴足球隊最輝煌成績是於1953－1954及1966－1967年，兩次奪得香港甲組足球聯賽冠軍。至1981年宣佈解散，於2017年8月重新加入香港丙组聯賽，一季後出局。

## 球隊歷史
九巴足球隊是香港一支老牌足球隊，當時一般慣稱為「巴士」、「原子巴士」，由九龍巴士公司總經理雷瑞德之弟雷瑞熊於1947年3月創立，同年適逢兩屆聯賽冠軍巴付陸軍調離香港，申請於1947–48年度直接加入香港甲組足球聯賽，獲得香港足球總會批准，並獲得該屆聯賽季軍。
1950–51年，九巴贏得高級組銀牌冠軍，奪得球隊史上首項重要錦標。
1953–54年，九巴首次奪得香港甲組足球聯賽冠軍，同年乙組隊亦奪得香港乙組足球聯賽冠軍，成為「雙料聯賽冠軍」。
1955–56年，九巴於一場甲組聯賽以 15–0 大勝海軍，刷平了巴付陸軍於1909年1月9日 15–0 大勝萄葡牙會的香港甲組足球聯賽歷來最大比數賽果紀錄。
1960年，香港足球總會首次舉辦青年賽事，共有 15 隊參加，九巴青年軍以全勝姿態奪得冠軍。
踏入1960年代，九巴成績已大不如前，唯一錦標是於1966–67年度再次奪得香港甲組足球聯賽冠軍。惟亦只屬曇花一現，之後九巴便淪為中下游球隊，1970–71年，九巴在甲組聯賽 14 支球隊排名第 13，按例需要降落乙組作賽，卻由於怡和退出，九巴獲邀請留級。
1972–73年，九巴在甲組聯賽 14 支球隊排名包尾，與第13位的另一支老牌球會星島一同降班。
1975–76年，九巴獲得香港乙組足球聯賽冠軍，並奪得初級總督盃，以「雙料冠軍」姿態重返甲組角逐。惟翌季1976–77年，在甲組聯賽 12 支球隊排名包尾，與第 11 位的另一支老牌球會光華一同降班，自此未能再重返甲組。
1980年，九龍巴士公司擬申請加價，遭社會輿論批評九巴花錢辦足球隊，卻申請加價並不合理。在輿論壓力下，當時在香港乙組足球聯賽角逐的九巴，遂於1981年宣佈退出聯賽。
2017年6月决定，於2017–18年度球季，重新組隊參加香港丙组聯賽，但作賽僅一季，於丙組聯賽12隊中排名包尾而出局。

## 南巴大戰
1950年代，九巴在多屆聯賽都與南華爭持激烈，當年南華對九巴被稱為「南巴大戰」，每次碰頭都是全港哄動的戲碼，吸引不少球迷通宵排隊輪候門票。
「南巴大戰」之名始於1950–51年，九巴與南華爭奪聯賽冠軍，1951年4月28日於香港會球場上演冠軍戰，引起哄動全場滿座。兩隊戰至加時，仍然賽和 2–2，需要擇日重賽。重賽於5月4日舉行，結果南華以 4–1 大勝九巴，成功衛冕聯賽冠軍，九巴班主雷瑞熊未能以冠軍獎盃慶祝當天37歲生日。
1953年11月22日，南華與九巴於首循環聯賽碰頭，南華會球場 12,000 張門票一早售罄，當時門票售價一元二角，據說有人願意付出五百港元成為南華體育會名譽會員會藉，以換取免費門票。九巴早段攻勢較盛，惟鋒將鄧宜杰在 14 分鐘頂球後落地撞爆左眼角離場治理，南華趁九巴十人應戰乘機反攻，朱榮華底線傳中，郭英樂迎頂破網，南華 1–0 領先完半場。下半場九巴展開狂攻，南華門將譚迺壎演出神勇，將險球一一化解，南華保住 1–0 勝果。
1954年3月13日聯賽次循環，比賽仍在南華會球場舉行，賽前爭標形勢：九巴 15 戰得 26 分排聯賽榜第二位，而同為 15 戰的南華與 17 戰的傑志同得 24 分列第三、四位，榜首的陸軍雖然有27分，但因已比賽 18 場，爭標機會較微。南華17分鐘，由朱榮華傳予莫振華俯身頂入，以一球領先完半場。換邊後僅 8 分鐘，九巴的李春發大腳吊前，司徒堯迎頂入網扳成 1–1 平手。完場前3分鐘，莫振華射門中柱彈出，姚卓然補射亦被擋出，李育德 衝前加一腳入網，協助南華以 2–1 再次擊敗九巴，兩循環聯賽均挫強敵兼在聯賽榜追平九巴。不過，九巴在5月19日以 4–0 大勝弱旅空軍，仍能首次奪得甲組聯賽冠軍。

## 球會榮譽
| 榮譽            | 次數        | 年度                               |             |             |             |
| 本 土 聯 賽     | 本 土 聯 賽 | 本 土 聯 賽                        | 本 土 聯 賽 | 本 土 聯 賽 | 本 土 聯 賽 |
| --------------- | ----------- | ---------------------------------- | ----------- | ----------- | ----------- |
| 甲組聯賽 冠軍   | 2           | 1953–54、1966–67                   |             |             |             |
| 乙組聯賽 冠軍   | 4           | 1953–54、1954–55、1955–56、1975–76 |             |             |             |
| 丙組聯賽 冠軍   | 1           | 1954–55                            |             |             |             |
| 本 土 盃 賽     |             |                                    |             |             |             |
| 高級銀牌 冠軍   | 1           | 1950–51                            |             |             |             |
| 初級銀牌 冠軍   | 4           | 1948–49、1955–56、1959–60、1963–64 |             |             |             |
| 初級總督盃 冠軍 | 1           | 1975–76                            |             |             |             |

## 著名球員
- 譚江柏、衛佛儉、莫振華、羅北、孔繁熙、司徒堯、司徒文、鄧宜杰、譚煥章、劉繼照、劉志霖、劉添、王照保, 畢偉康、 巢志強、 楊偉業、 劉大權、 廖榮礎、 林尚義、 周少雄、 周志雄、黃德福

## 外部連結
- 九巴足球隊光輝歲月[永久]